# Unforgettable (2.ª temporada)
Em 29 de junho de 2012 a cbs renovou Unforgettable  para sua segunda temporada  que ira ao ar no Verão (Norte Americano) de 2013.

## Elenco

### Principal
- Poppy Montgomery como Det. Carrie Wells
- Dylan Walsh como Lt. Al Burns
- Jane Curtin como Dra. Joanne Webster
- Dallas Roberts como Eliot Delson
- Tawny Cypress como Cherie Rollins-Murray
- James Liao como Jay Lee

### Recorrente
- Stephen Kunken como Dale Parsons
- Adam Trese como Jay Krause
- Sean Cullen como Gordon Frost
- Makenzie Leigh como Celine Emminger
- Emily Shaffer como Andrea Weston

## Episódios
| Seq. | Ep. | Titulo               | Director          | Escritor                     | Exibido Originalmente | Audiência EUA (milhões) |
| --- | --- | -------------------- | ----------------- | ---------------------------- | --------------------- | ----------------------- |
| 23 | 1   | "Bigtime"            | Jean De Segonzac  | Ed Redlich and John Bellucci | 28 de julho de 2013   | 7.15                    |
| Elenco Convidado: Andrew McCarthy como Ari Sonnenlan, Bianca Amato como Alison Sonnenland, Ella Rubin como Lara Sonnenland, John Scurti como Jack Paulson, Danny Johnson (ESU Leader), Jeremy Bobb (Treem), Jose Joaquin Perez (Faison)e Damian Buzzerio (Captain) |     |                      |                   |                              |                       |                         |
| 24 | 2   | "Incognito"          | Seith Mann        | Spencer Hudnut               | 4 de agosto de 2013   | 7.10                    |
| 25 | 3   | "Day of the Jackie"  | Paul Holohan      | Wendy Battles                | 11 de agosto de 2013  | 6.88                    |
| 26 | 4   | "Memory Kings"       | Peter Werner      | Sam Montgomery               | 18 de agosto de 2013  | 6.57                    |
| 27 | 5   | "Past Tense"         | Matt Earl Beesley | Barry Schindel               | 25 de agosto de 2013  | 6.80                    |
| 28 | 6   | "Line Up Or Shut Up" | Peter Werner      | Sam Montgomery               | 1 de setembro de 2013 | 6.94                    |
| 29 | 7   | "Maps and Legends"   | Jean De Segonzac  | Quinton Peeples              | 8 de setembro de 2013 | 5.76                    |
| 30 | 8   | "Manhunt"            | David Platt       | Barry M. Schkolnick          | 4 de abril de 2014    | TBA                     |
| 31 | 9   | "East of Islip"      | Oz Scott          | Wendy Battles                | 11 de abril de 2014   | TBA                     |
| 32 | 10  | "Till Death"         | Jan Eliasberg     | Barry Schindel               | 18 de abril de 2014   | TBA                     |
| 33 | 11  | "Omega Hour"         | Rick Bota         | Spencer Hudnut               | 25 de abril de 2014   | TBA                     |
| 34 | 12  | "Flesh and Blood"    | Jean de Segonzac  | Bill Chais                   | 2 de maio de 2014     | TBA                     |
| 35 | 13  | "Reunion"            | Paul Holahan      | John Bellucci & Bill Chais   | 9 de maio de 2014     | TBA                     |